# Anerveen
Anerveen est un petit village dans la commune néerlandaise de Hardenberg, dans la province d'Overijssel. Le 1er janvier 2006, le village comptait 163 habitants.